# Stenotoxodera pluto
Stenotoxodera pluto är en bönsyrseart som först beskrevs av Rehn 1909.  Stenotoxodera pluto ingår i släktet Stenotoxodera och familjen Toxoderidae. Inga underarter finns listade i Catalogue of Life.